# Farrodes mexicanus
Farrodes mexicanus är en dagsländeart som beskrevs av Lucas Domínguez 1999. Farrodes mexicanus ingår i släktet Farrodes och familjen starrdagsländor. Inga underarter finns listade i Catalogue of Life.